# Armada LNG Mediterrana
Armada LNG Mediterrana — плавуче сховище зрідженого природного газу (ЗПГ), яке входить до комплексу мальтійського терміналу по прийому ЗПГ Делімара.

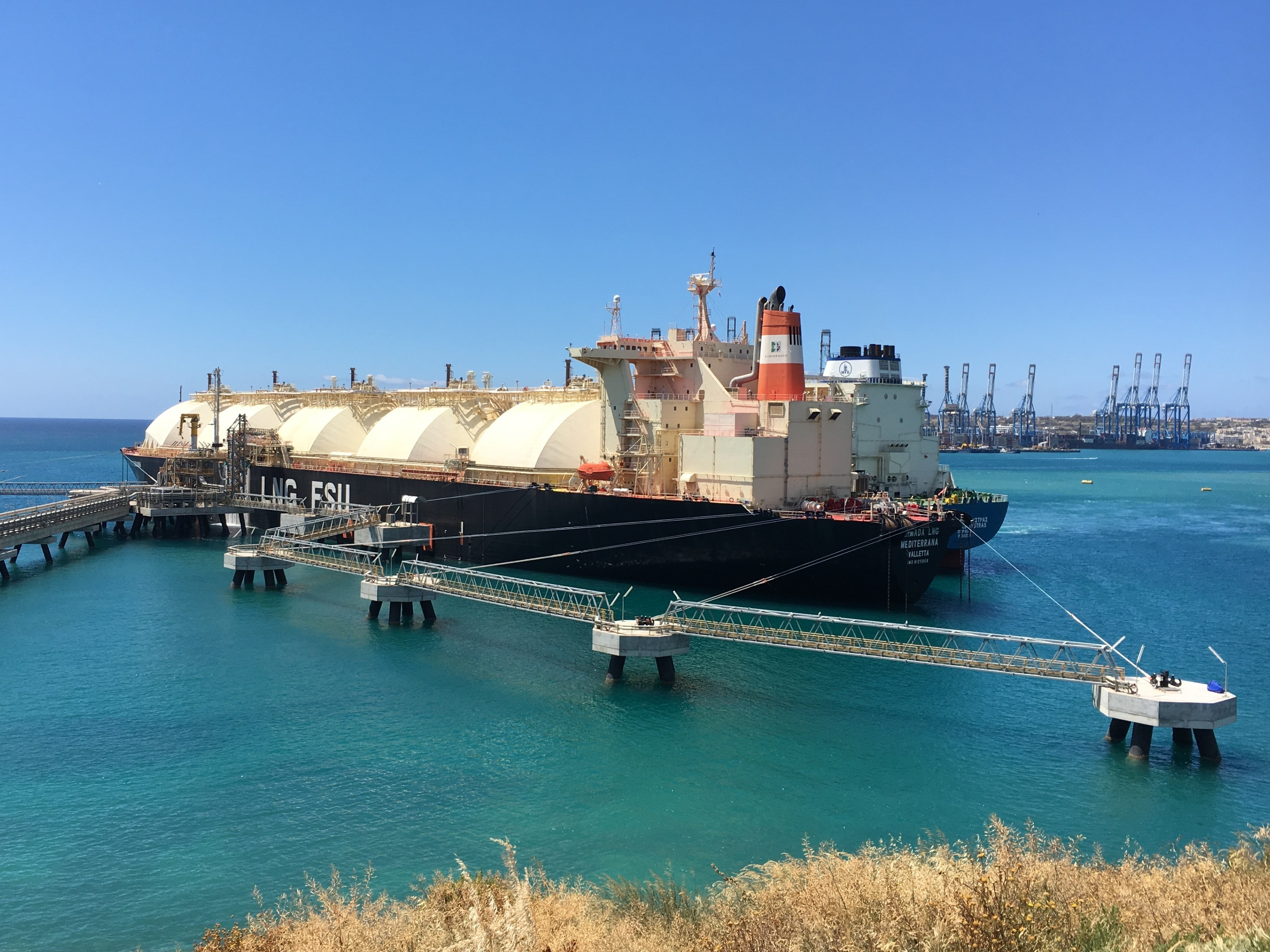
Судно біля причалу терміналу

Для мальтійського терміналу обрали схему, котра передбачає використання плавучого сховища (FSU, floating storage unit). Його створили шляхом переобладнання на сінгапурській верфі Keppel Shipyard танкера для перевезення ЗПГ Wakabu Maru. Останній мав ємність резервуарів у 125 582 м3 та був споруджений ще в 1985-му на верфі компанії Mitsui в Ітіхарі. Технічний стан судна після переобладнання повинен дозволити його використання на мальтійському проекті без докування протягом 18 років.
Armada LNG Mediterrana встановили біля причалу терміналу, при цьому у випадку штормової погоди передбачається відведення плавучого сховища на 60-70 метрів та постановка його на спеціальну штормову швартовочну систему. Живлення судна електроенергією відбувається з берегу, проте воно також має резервний дизель-генератор потужністю 1,9 МВт.
ЗПГ, закачаний у резервуари Armada LNG Mediterrana, передається до наземної регазифікаційної установки в об'ємах до 4500 м3 на годину.
У січні 2017-го Armada LNG Mediterrana прийняло перший вантаж зрідженого газу від ЗПГ-танкера Galea.